# Condado de Douglas (Nebraska)
El condado de Douglas (en inglés: Douglas County), fundado en 1854 y con su nombre en honor al senador Stephen A. Douglas, es un condado del estado estadounidense de Nebraska. En el año 2000 tenía una población de 463.585 habitantes por lo que era el condado más poblado con una densidad de población de 526,2 personas por km². La sede del condado es Omaha.

## Geografía
Según la oficina del censo el condado tiene una superficie total de 881 km² (340,2 mi²), de los que 857 km² (330,9 mi²) son tierra y 23 km² (8,9 mi²) (2,54%) son agua.

## Condados adyacentes
- Condado de Dodge - noroeste
- Condado de Washington - norte
- Condado de Pottawattamie - este
- Condado de Sarpy - sur
- Condado de Saunders - oeste

## Demografía
Según el 2000 la renta per cápita media de los habitantes del condado era de 43.209 dólares y el ingreso medio de una familia era de 54.651 dólares. En el año 2000 los hombres tenían unos ingresos anuales 36.577 dólares frente a los 27.265 dólares que percibían las mujeres. El ingreso por habitante era de 22.879 dólares y alrededor de un 9.80% de la población estaba bajo el umbral de pobreza nacional.

## Ciudades y pueblos
- Bennington
- Omaha
- Ralston
- Valley
- Boys Town
- Waterloo